# Залётчики
«Залётчики» — российский комедийный фильм режиссёра Кирилла Кузина.

## Сюжет
Лёша с детства мечтал стать пилотом, однако после казуса в душе его отчислили. Его друг Вано же мечтал стать актёром, однако стал пилотом со слабым вестибулярным аппаратом. В момент героям улыбнулась удача, чтобы они могли исполнить свои мечты.

## В ролях
- Илья Глинников в роли Лёхи
- Вано Тугуши в роли Вано
- Екатерина Кузнецова в роли Бритни
- Гоша Куценко в роли Николая Александровна
- Вадим Галыгин в роли режиссёра
- Алексей Горбунов в роли главнокомандующего ВВС
- Александр Вемерюк в роли Жоры

## Критика
Фильм получил отрицательные отзывы кинокритиков.
Издание Кино@mail.ru, КоммерсантЪ и кинокритик Евгений Баженов дали фильму негативные отзывы.